# Grehivin Marchena
Grehivin Marchena Paniagua (Santa Cruz, Guanacaste, Costa Rica, 25 de mayo de 1998) es un futbolista costarricense que juega de mediocentro creativo en Jicaral Sercoba, de la Segunda División de Costa Rica.

## Trayectoria

### Deportivo Saprissa
Grehivin Marchena es cantera del Deportivo Saprissa y fue promovido al plantel absoluto a partir de 2017, bajo las órdenes del entrenador Carlos Watson. Su primer partido en el que apareció dentro de la convocatoria se dio en el inicio del Campeonato de Verano, que se llevó a cabo el 8 de enero, donde el equipo saprissista tuvo la visita al Estadio Carlos Ugalde, enfrentando en esa oportunidad a San Carlos. El jugador quedó en la suplencia para este compromiso. El 21 de mayo queda subcampeón del torneo con los morados
Hizo su debut en la máxima categoría el 22 de noviembre de 2017, en el duelo de local por la última jornada de la fase de clasificación del Torneo de Apertura ante el Santos de Guápiles. Marchena apareció en el once titular con la dorsal «38» y completó la totalidad de los minutos en la derrota de su club por 1-2. Los saprissistas avanzaron a la cuadrangular en el segundo sitio con 43 puntos, y al cierre de la misma, el conjunto tibaseño quedó sin posibilidades de optar por el título.
Con miras al Torneo de Clausura 2018, su equipo cambió de entrenador debido al retiro de Carlos Watson, siendo Vladimir Quesada —quien fuera el asistente la campaña anterior— el nuevo estratega. Marchena quedó fuera de convocatoria en la primera fecha del 7 de enero ante Liberia, en el Estadio Edgardo Baltodano, donde se dio la victoria de los morados por 0-3.

### C. S. Uruguay de Coronado
El 1 de febrero de 2018, el equipo saprissista logra un acuerdo para que Marchena juegue con el Uruguay de Coronado, de la Segunda División en calidad de préstamo.

### Jicaral Sercoba
El 29 de julio de 2018, Grehivin fue cedido al conjunto de Jicaral Sercoba de la segunda categoría.

## Selección costarricense

### Categorías inferiores
El entrenador Frank Carrillo, de la Selección Sub-15 de Costa Rica, dio el 15 de junio de 2012 la lista de convocados para llevar a cabo la realización de la Copa México de Naciones. En su nómina destacó el llamado de Marchena. El 18 de junio fue el primer encuentro ante el combinado juvenil de Colombia, donde el marcador concluyó en derrota con cifras de goleada 7-0. El segundo compromiso se desarrolló al siguiente día, siendo el rival Estados Unidos. El resultado fue de pérdida de 1-3. El último juego acabó en derrota de 4-1, contra España. Por lo tanto, su país quedó en el último lugar de la tabla del grupo B sin sumar puntos.

#### Juegos Centroamericanos 2017
El 29 de noviembre de 2017, Marchena entró en la lista oficial de dieciocho jugadores del entrenador Marcelo Herrera, para enfrentar el torneo de fútbol masculino de los Juegos Centroamericanos, cuya sede fue en Managua, Nicaragua, con el representativo de Costa Rica Sub-21. Fue suplente en el primer juego del 5 de diciembre, contra Panamá en el Estadio Nacional. El único tanto de su compañero Andy Reyes al 66' marcó la diferencia para el triunfo por 1-0. Para el compromiso de cuatro días después ante El Salvador, el centrocampista debutaría con la dorsal «7» y completó la totalidad de los minutos, mientras que el resultado se consumió empatado sin goles. Los costarricenses avanzaron a la etapa eliminatoria de la triangular siendo líderes con cuatro puntos. El 11 de diciembre aguardó desde el banquillo en la victoria de su país 1-0 —anotación de Esteban Espinoza— sobre el anfitrión Nicaragua, esto por las semifinales del torneo. La única derrota de su grupo se dio el 13 de diciembre, por la final frente a Honduras (1-0), quedándose con la medalla de plata de la competencia.
| Juegos                       | Sede      | Resultado  |
| ---------------------------- | --------- | ---------- |
| Juegos Centroamericanos 2017 | Nicaragua | Subcampeón |

## Clubes
| Club                      | País       | Año         |
| ------------------------- | ---------- | ----------- |
| Deportivo Saprissa        | Costa Rica | 2017 - 2018 |
| C. S. Uruguay de Coronado | Costa Rica | 2018        |
| Jicaral Sercoba           | Costa Rica | 2018        |